# Lissonota aspera
Lissonota aspera là một loài tò vò trong họ Ichneumonidae.